# Scaphocalanus obscurus
Scaphocalanus obscurus är en kräftdjursart som först beskrevs av Esterly 1913.  Scaphocalanus obscurus ingår i släktet Scaphocalanus och familjen Scolecitrichidae. Inga underarter finns listade i Catalogue of Life.